# Деградація земель

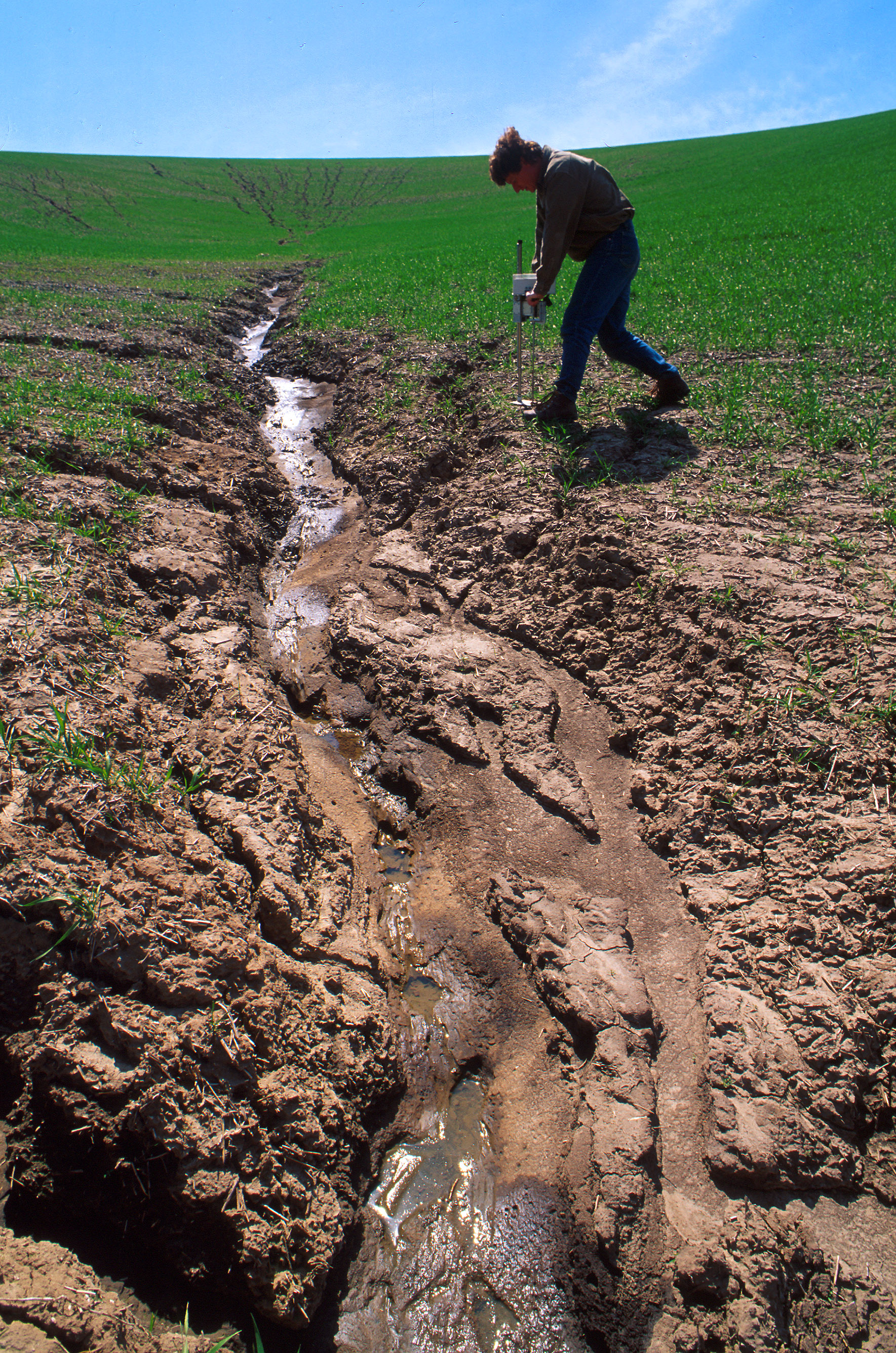
Ерозія ґрунту

Деграда́ція ґрунті́в, занепад земель — погіршення корисних властивостей та родючості ґрунту внаслідок впливу природних чи антропогенних чинників.
Розлогіше, занепад земель — природне або спричинене діяльністю людини відкалування ландшафту, погіршення вигляду, складу, корисних властивостей і призначення земель та інших, органічно пов'язаних із землею, природних складових.

## Значення
«Деградація земель» означає занепад ґрунту, зниження чи втрату біологічної й економічної родючості та складаної структури орних земель що зволожуються дощем, зрошуваних орних земель чи пасовищ, лісів і лісистих ділянок у посушливих, напів-посушливих і сухих субгумідних місцевостях, внаслідок землекористування та дії одного чи кількох процесів, зокрема пов'язаних з діяльністю людини (наприклад бойові або інші злочинні дії) і структурами розселення, як-от:
1. вітрова чи водна ерозія ґрунтів;
2. погіршення фізичних, хімічних і біологічних чи економічних властивостей ґрунтів;
3. довготривала втрата природного рослинного покриву.

Конвенція Організації Об'єднаних Націй про боротьбу з опустелюванням у тих країнах, що потерпають від надмірної посухи та/або опустелювання, особливо в Африці (ст. 1)
До занепалих земель належать:
- земельні ділянки, поверхня яких порушена внаслідок землетрусу, зсувів, карстоутворення, повеней, добування корисних копалин тощо;
- земельні ділянки з еродованими, перезволоженими, з підвищеною кислотністю або засоленістю, забрудненими хімічними речовинами ґрунтами та інші[4].

## Види занепаду ґрунтів
Для всіх способів землекористування, найбільшої шкоди сільському господарству завдає ерозія ґрунтів. Неправильне землекористування посилює дію ерозійних чинників. Ерозія ґрунтів відбувається на всіх континентах світу.
Залежно від характеру й тривалості процесів руйнування верхніх шарів ґрунту та материнської породи, розрізняють геологічну ерозію і ерозію пришвидшену. Остання часто посилюється через господарську діяльність людини.

### Геологічна ерозія
Геологічна ерозія ─ природний процес, що відбувається протягом геологічних епох і завдяки якому утворився сучасний вигляд земної поверхні. Головними чинниками, що зумовлюють геологічну ерозію, є опади, вітер, стрімкість схилу, температурні коливання, фізичні властивості порід, часткове підняття земної кори і землетруси. В наших широтах (Україна) ця ерозія не є небезпечною для сільського чи лісового господарства, бо швидкість руйнування ґрунту дорівнює швидкості власне ґрунтоутворення. Небезпечніший цей вид ерозії в пустелях, де відсутній рослинний покрив, і ніщо не може перешкодити вітру, який зносить верхні шари ґрунту.
Шкоди народному господарству завдає водна та вітрова ерозія.

### Водна ерозія

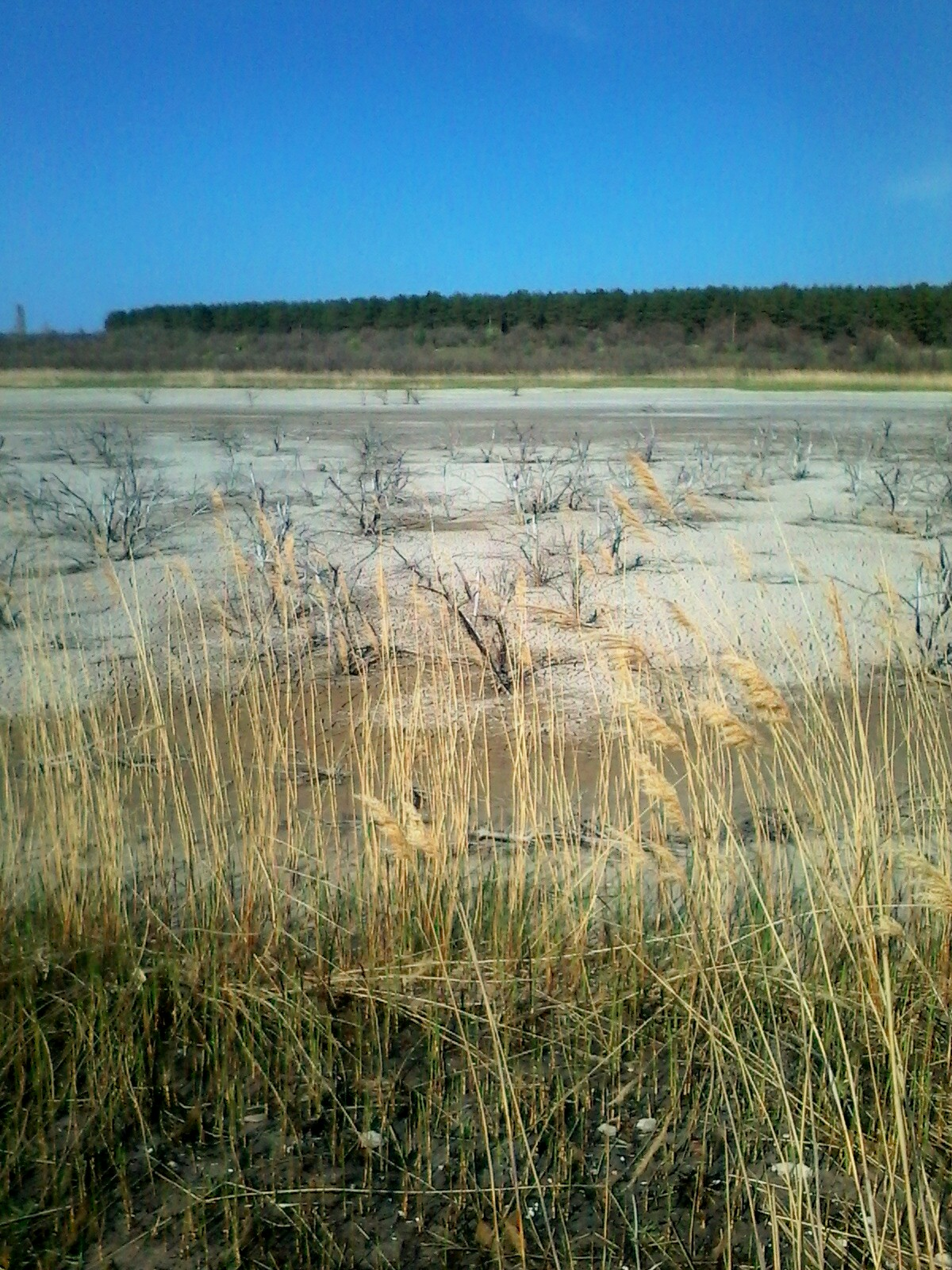
Водна ерозія і засолення дна покинутого ставка, Миколаїв

Водна ерозія ─ змив і розмив ґрунту водою (водними потоками, опадами, талими водами). Ерозія відбувається внаслідок розмиву водними потоками поверхні ґрунтів, переведення зміщених часток у завислий стан і перенесення їх на інші ділянки. У місцях, де швидкість потоку спадає, мінеральні частки осідають, утворюючи перевідкладені пролювіальні й делювіальні наноси і намиті ґрунти. Стрімкість ерозії залежить від кількості й сили опадів (злива, дощ з вітром, тощо), рельєфу, властивостей ґрунту, рослинного покриву.
Небезпека водної ерозії полягає не лише в зниженні родючості орного горизонту, а й замулюванні річок, ставків, водойм, заплавних земель. Цей вид ерозії поширений на схилах, переважно розораних, і найнебезпечніший у гірських місцевостях, в яких знищений лісовий покрив.
За способом прояву розрізняють лінійну (струменеву, або розмивання ґрунту) і площинну (поверхневу, або змив ґрунту). Ці види ерозії зазвичай спостерігаються разом.
Поверхнева (площинна) ерозія поширена переважно на вирівняних схилах із рівномірним розподілом стоку, відповідно, відбувається і рівномірний по території змив ґрунту. Внаслідок площинної ерозії змивається верхній родючий шар і вкорочується профіль ґрунтів. Ґрунти стають слабко-, середньо- або сильно-змитими.
Лінійна (струменева) ерозія виникає на нерівних схилах, коли стік перерозподіляється й утворює струмені різної величини, які розмивають ґрунт, утворюючи спочатку невеликі промоїни. Якщо не проводити протиерозійного захисту, то такі види ерозії можуть перерости в яружну ерозію.

### Яружна ерозія
Яружна ерозія є дуже небезпечною. Позбутися її можна лише залісенням та будівництвом спеціальних гідротехнічних споруд. Значних успіхів у боротьбі з яружною ерозією досягла Ржищівська гідролісомеліоративна станція в Київській області, яка застосувала сукупність агротехнічних, гідротехнічних і лісомеліоративних заходів: захисні лісонасадження, спорудження водорегулювальних і водозатримувальних валів, донних загат. Завдяки впровадженню науково обґрунтованої системи захисних заходів, вдалося припинити подальше розмивання багатьох ярів і зберегти в такий спосіб, великі площі орних земель.
Коли відбувається річкова ерозія — внаслідок швидкої течії води, зноситься ґрунт із дна річок і незакріплених (наприклад рослинністю) берегів. Щоби запобігти цьому, треба оберігати та робити додаткові лісові насадження в прирусловій смузі, зміцнювати береги за допомогою особливих гідротехнічних способів.

### Вітрова ерозія
Вітрова ерозія поширена там, де немає перешкод потужним вітрам і де відсутній природний рослинний покрив, що захищає поверхню ґрунту, розораного на великих площах. Локальна вітрова ерозія спостерігається і на безструктурних піщаних ґрунтах.
Причиною вітрової ерозії, окрім несприятливих кліматичних умов, є руйнування зернистої структури ґрунту внаслідок неправильного обробітку та відсутності надійного його захисту. Надмірне випасання худоби в посушливих степах, яке призводить до знищення дернини, теж може сприяти вітровій ерозії.
Залежно від швидкості, вітер видуває різної величини дрібнозем (інколи діаметром до 1 мм) і переносить його на певну відстань. Під час посиленої вітрової ерозії виникають так звані чорні бурі, коли у повітря здіймаються мільйони тонн ґрунту. Чорні бурі руйнівно знижують родючість ґрунту не тільки в тих місцях, де вони виникають, а й завдають шкоди сільському господарству в тих місцевостях, де відкладаються згодом пилові маси.

### Антропогенний вплив
Для прикладу, вплив підготовки до війни на довкілля, охоплює: непряме втручання в природу через вилучення корисних ресурсів — від розробки природних середовищ, та від дії промисловості озброєнь; і прямий вплив — через випробування зброї, військові операції та розповсюдження ядерних технологій. Військові бази, особливо аеродроми, можуть вимагати великих площ екологічно цінної землі та потребувати знищення будь-якої фауни, котра сприймається як перешкода такій діяльності (наприклад, птахів, що інколи скупчуються на злітно-посадкових смугах). Будівництво військових баз призводить до безповоротного руйнування вилученого природного середовища, особливо стосовно острівних баз, які згодом перетворюються на бетонні пустки. Великі місцевості більшості країн відведені для військових навчань, особливо танкових маневрів, тактичних ракетних навчань, бомбардувань і артилерійських стрільб, на додаток до того, що в деяких країнах землі залучені для навчань з хімічної та біологічної зброї. У тих країнах, які виробляють зброю, такі території також можуть використовуватися для пробних пусків ракет, заради випробувань хімічних і біологічних військових засобів, а також ядерної зброї. Усі ці види діяльності дуже погіршують навколишнє природне середовище і, переважно, розглядаються як винятки з будь-яких регуляторних заходів щодо захисту довкілля. 
Наприклад, коли радянські війська виходили з колишньої Східної Німеччини 1992 року, повідомлялося, що більша частина 1,5 мільйона тонн боєприпасів була ними знищена «середньовічним способом» — вибуховий матеріал спалювався, без фільтрів, просто неба. В повітря були викинуті оксиди азоту, високотоксичні хімічні діоксиди та важкі метали (зокрема, ртуть). Згідно договору, боєприпаси мали бути вивезені до Російської Федерації, але більшу частину їх згодом було знайдено закопаними на місці, щоб уникнути витрат на вивезення. У покинутих гарнізонних містах навколо Берліна лишилися занедбані казарми та вілли, уламки армійських машин, приховані смітники з, не лише боєприпасами, але й з мільйонами галонів відпрацьованої танкової й автомобільної оливи та хімічних відходів. Офіційні особи тоді підрахували, що 4% земель Східної Німеччини, на яких розташовувалися колишні радянські бази та військові об’єкти, надзвичайно забруднені. У Бранденбурзі, на північ від Берліна, де була зосереджена третина радянських сил, екологічна шкода перевищувала 10 мільярдів марок, водночас Німеччина, заздалегідь заплатила російській владі 13 мільярдів марок для допомоги у фінансуванні виведення радянських військ.
Також, наприклад, після Першої світової війни, у Франції вилучили з господарського використання деякі ділянки землі, і ця заборона триває досі (2020-і). Це стосується, насамперед, місцевості біля Вердена — сотні тисяч нерозірваних боєприпасів було доправлено туди наприкінці війни з сумнозвісних полів битв, для «знешкодження». За повідомленнями, 200 000 з них зокрема, були хімічними боєприпасами. Ґрунт приховує в собі 100-річну спадщину тих подій, з погляду згубного забруднення важкими металами, міддю, свинцем, цинком, але ще більше арсеном (миш’яком) і перхлоратом амонію. Вміст арсену в 1000-10000 разів перевершує природний. Ґрунт тут кислий і забруднений настільки, що, як повідомляється, там можуть рости лише три види рослин. Отже Франція та Бельгія, все ще мають місцевості занапащені залишками війни 1914 року, нерозірваними боєприпасами та отруйними хімічними сполуками.

Внаслідок Чорнобильської катастрофи, значна кількість земель України зазнала радіоактивного забруднення. Погіршився екологічний стан понад 4,6 млн га сільськогосподарських угідь. Площа забруднених земель може збільшуватися також, через радіоактивні викиди 5 нині робочих атомних електростанцій. Водночас, в Україні існують місцевості з підвищеним природним радіаційним фоном. Отже, були всі підстави вважати, що в наш час (2010-і роки) приблизно шоста частина сільськогосподарських земель України може мати підвищену радіоактивність, що створювало-б великі перешкоди для розвитку майже усіх галузей сільськогосподарського виробництва. Разом з тим, вже 2023 року рівненські витримані тверді сири, почали продаватися в Данії (де надзвичайні вимоги до якості продуктів і велика конкуренція), хоча Житомирська і Рівненська області вважалися найбільш забрудненими радіоактивними речовинами, в Україні. До того-ж 2016 року, у зоні відчуження Чорнобильської АЕС, було створено найбільшу на теренах України, природоохоронну одиницю — Чорнобильський радіаційно-екологічний біосферний заповідник, де вже станом на 2021 рік, за словами завідувача наукового відділу заповідника Дениса Вишневського:
“Відновились дикі тварини, які мешкали тут 100-200 років тому, весь цей набір: хижаки, великі і малі, вовки, рисі, борсук, лисиці, копитні, ведмеді".
Також цікаво, що попри побоювання природо-охоронців, про можливе перетворення дна Каховського водосховища на пустелю, після підриву греблі російськими військами на початку літа 2023 року, вже станом на вересень, на місці водосховища виріс молодий ліс. Там нараховувалося 65 видів рослин, сотні мільйонів дерев які сягали на тоді заввишки вже 2 метрів, серед яких переважають верби і тополі, площа ж лісу дорівнює загальному обсягу лісів Запорізької та Херсонської областей разом узятих.
Вугільні електростанції особливо із застарілими технологіями, також дуже забруднюють довкілля. Загалом Україна, станом на 2021 рік, викидала отруйного пилу з вмістом важких металів більше, ніж всі країни ЄС, Туреччина та Західні Балкани разом узяті. Про це йшлося у новому дослідженні аналітичного центру Ember. Згідно з ним, в Європі Україна виробляла 72 % всіх викидів зольного пилу, 27 % двоокису сірки та 16 % оксидів азоту.
Разом з тим, ТЕС наприклад потужністю 1000 МВт, на додаток, споживає 8 мільйонів тонн кисню на рік для окиснення палива, натомість АЕС не споживають кисень.

## Всесвітні наслідки деградації
Ерозія знижує біопродуктивність ґрунтів. Щорічні втрати гумусу становлять у середньому 0,62 т/га.
Згідно з передбаченнями Інституту спостережень за станом світу (Нью-Йорк), за наявної стрімкості ерозії та знеліснення, до 2030 року родючої землі на планеті стане менше на 960 млрд т, а лісів — на 440 млн га.
Якщо зараз на кожного жителя планети припадає у середньому по 0,28 га родючої землі, то до 2030 р. площа може скоротитися до 0,19 га. Зниження врожаю на ерозійних ґрунтах становить 36—47 %.
Вітер видуває шар ґрунту на 16—25 см, здіймає його на висоту 1—3 км і переносить на величезні відстані. Не раз уже відзначалося перенесення курних буревіїв з Африканського континенту на Американський. Наприклад, після пилової бурі на Сході України частинки ґрунту виявили на снігу Фінляндії, Швеції та Норвегії.
Внаслідок ерозії, в ґрунтах зменшується вміст поживних речовин, зокрема азоту і засвоюваних рослинами форм фосфору й калію, мікроелементів (йоду, фтору, міді, цинку, кобальту, марганцю, нікелю, молібдену, селену), від яких залежить не лише врожай, а й якість сільськогосподарської продукції, продуктивність тварин, а також може стати причиною виникнення ендемічних захворювань серед населення.
Крім водної та вітрової ерозії, іноді на схилах різної крутості спостерігається спливна ерозія. Ґрунтовий покрив перенасичений ґрунтовими або талими водами, може поступово або й раптово спливати, внаслідок чого зносяться його родючі шари. Згодом це може призвести до яружної ерозії.
Небезпечною є лінійна ерозія, якою охоплені височинні, горбисті та гірські території. Лінійний розмив руйнує не тільки ґрунт, а й увесь природний комплекс. Яри (іноді глибиною 9—40 м і протяжністю понад 10—15 км), які часто утворюють цілі яружно-балкові системи, вилучають з ужитку величезні площі сільськогосподарських земель. Площа вилученої з ужитку ріллі перевищує площу самих ярів удвічі-тричі. У місцях розвитку ярів знижується рівень підґрунтових вод, землі стають непридатними для шляхового, житлового та промислового будівництва. Найбільш девастовані лінійною ерозією ділянки, які в науковій літературі дістали назву «бедленд». Рекультивувати такі землі на сучасному рівні науки і техніки (2000-і) майже неможливо і дуже дорого. Виходом, є профілактика, запобігання розвиткові таких шкідливих процесів.

### Сила ерозії
Залежно від інтенсивності руйнування ґрунтів ерозію поділяють на
- слабку,
- середню,
- дужу,
- надмірну.

У разі слабкої ерозії, з одного га змивається чи видувається до 12 тонн верхніх шарів ґрунту; при середній ерозії — 12…25 т; під час дужої ерозії — 25…50 т; при надмірній ерозії — більше 50 тонн. Ерозійний змив 50 т/га рівнозначний руйнуванню поверхневого шару ґрунту товщиною 5 мм. Протягом 100 років такої ерозійної діяльності можна втратити 500 мм ґрунту. Водночас за такий же період часу відбувається формування тільки 2 — 5 см родючого шару ґрунту в природних умовах. Це наочно показує надмірно швидку стрімкість ерозійної діяльності по відношенню до процесу ґрунтоутворення.
Останнім часом у деяких районах зрошування спостерігається іригаційна ерозія від зрошування ґрунту напуском води й, зокрема, від його дощування. Неправильне зрошування може призвести до засолювання ґрунтів. Ґрунтові води піднімаються до поверхні. Після випаровування води розчинні солі, що містяться в ній, залишаються в приповерхневих шарах, що зумовлює їх засолення. Щоб запобігти цим явищам, треба проводити хімічний аналіз вод і відповідно визначати спосіб зрошування.
Явище закислення або атмосферної оксидації ґрунтів, відбувається шляхом випадання на їхню поверхню кислих опадів, які утворюються в атмосфері через реакцію сполучення оксидів сірки, азоту, вуглецю з водяною парою. Це призводить до зміни pH ґрунтового середовища, різкого погіршення умов проживання живих створінь (організмів).
Засолення ґрунтів відбувається як в природних умовах, так і внаслідок господарської діяльності людини. Особливо це явище поширене на поливних землях. Внаслідок поливу легкі фракції води випаровуються, а мінеральні солі відкладаються на ґрунтовій поверхні. Багаторічний полив земель може призвести до їх надмірного засолення і подальшого вилучення із сільськогосподарського обробітку.
Заболочення ґрунтів виникає через підняття рівня ґрунтових вод спричиненого антропогенним чинником (будівництво ставків, водосховищ, земляних валів, водовідвідних дамб і таке інше.

## Діагностичні показники занепаду ґрунтів

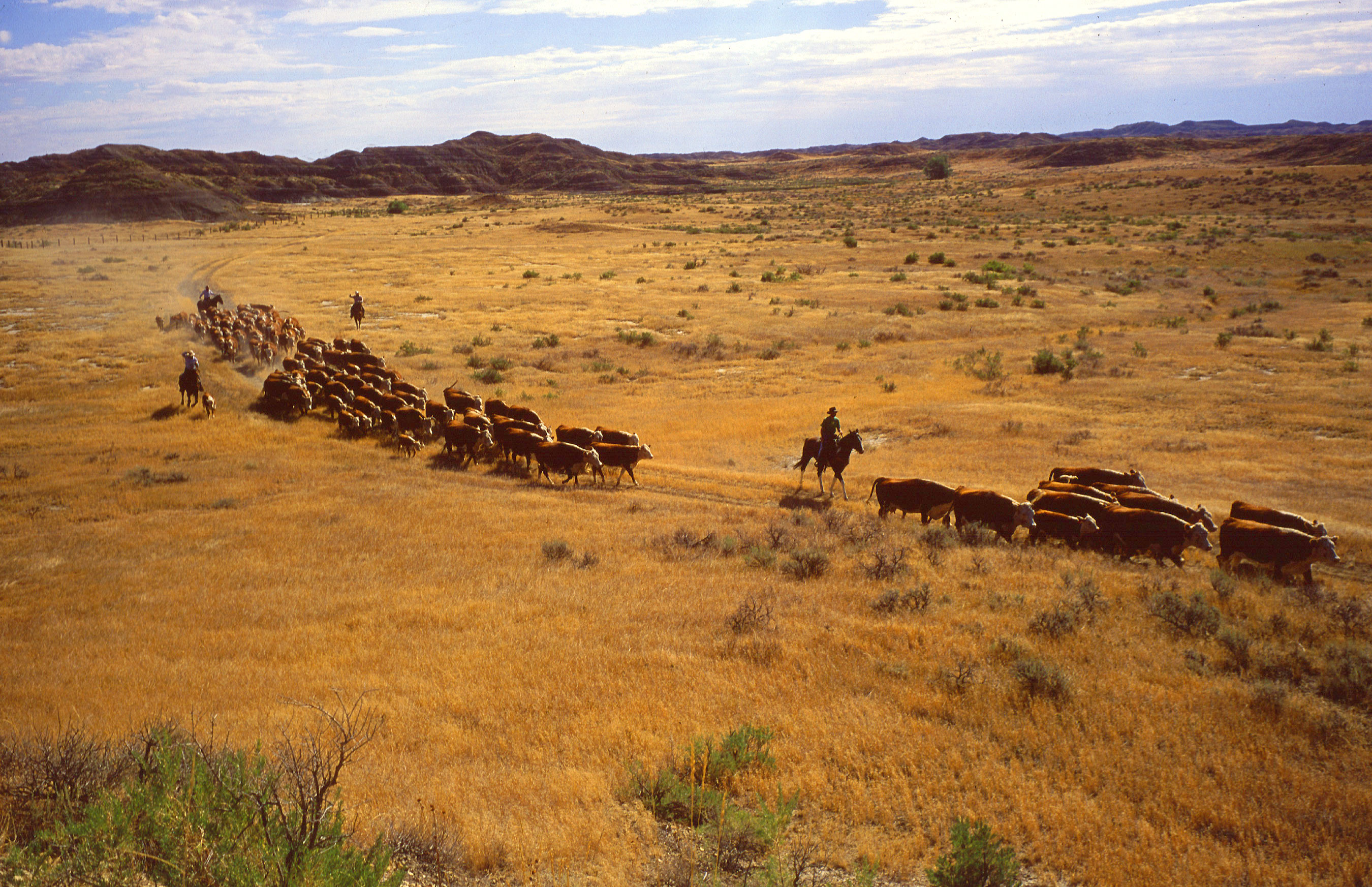
Надмірний випас худоби може призвести до деградації землі

Дослідження динаміки земельного фонду України дає можливість простежити такі тенденції. Відбувається скорочення частки орних земель через переведення їх частини до інших категорій сільськогосподарських угідь. Все більше продуктивних земель вилучається для потреб промислового, транспортного і житлового будівництва. На еродованих та рекультивованих землях йде насадження лісосмуг та лісовідновлення.
Головну шкоду ґрунтам завдає багаторазова механічна обробка: оранка, культивація, боронування. Тепер на зміну узвичаєним способам обробки ґрунтів, пропонується застосовувати систему з помітно меншим механічним обсягом впливу — безплужну систему землеробства. Головний задум — відмовитись від глибокої оранки землі.
Ґрунт у підсумку такої обробки, здобуває майже зразкові якості: він не ущільняється, стає достатньою мірою пухким, із численними невеликими ходами, які сприяють провітрюванню і швидкому відводу води після потужних злив, що, водночас, запобігає утворенню застійної вологи. У разі оранки, така структура була б зруйнована. Оскільки під час ощадливої обробки, земля може всмоктувати вологу у великих кількостях і відводити її надлишки, ґрунт не вимивається і не вивітрюється.
Безплужна обробка запобігає появі курних бур, значною мірою знижує ймовірну засміченість орного шару насіннями бур'янистих рослин, очищає ґрунт від бур'янів, що, своєю чергою, дозволяє зменшити пестицидне навантаження.
Оранка з оборотом шару, що сторіччями плекається в усьому світі, порушує природні закони ґрунтоутворення й усередині, ґрунтові взаємозв'язки. Річ у тому, що верхні шари ґрунту заселені аеробною біотою, котра вимагає для життя кисень, а нижні шари, навпаки — анаеробною біотою, для якої кисень згубний. З перевертанням шару, ґрунтова біота стає нежиттєвою і гине, перетворюючи орний шар на наполовину нежиттєву порошкоподібну речовину, порушуючи серединні ґрунтові взаємозв'язки. Щоби після такого втручання відновити рівновагу, потрібна систематична безплужна обробка протягом 5…10 років.
Безплужний обробіток ґрунту — дуже дієвий агромеліоративний спосіб землеробства. Річний волого-нагромаджувальний його вплив, дорівнює 30...50 мм, що усталює землеробство, особливо під час сильних посух.
Безплужна обробка, сповільнюючи нітрифікаційні явища в ґрунті, зменшує вміст вільних нітратів у сільськогосподарській продукції, тобто дозволяє виростити екологічно чисту продукцію.
Отож, безплужна система землеробства, що захищає ґрунт — противага загрозливому екологічному становищу, що створилося в сільськогосподарському виробництві.
Стрімкість руйнування та деградації ґрунтів, стан яких визначає не тільки ефективність агропромислового комплексу та здоров'я довкілля в цілому, а й рівень національної безпеки й економічної незалежності країни, швидко зростає. Як відзначав професор С. Ю. Булигін, занепад земель обумовлений такими чинниками:
- Дегуміфікація (від 0,6 до 1,0 т/га щорічно; 0,4 % в середньому втрачено за останні 35—40 років (3,5 і 3,1 — відповідно у 1960 і 1996 роках);
- Еродованість (до 40 % від загальної площі країни). Щорічно змивається більш як 500 млн т ґрунту, з якими втрачається 24 млн т гумусу, 1 млн т азоту, 700 тис. т фосфору, 10 млн т калію. Площа еродованих земель щорічно збільшується більш як на 80 тис. га. Повний збиток від ерозії вже перевищує 10 млрд умовних одиниць за рік;
- Від'ємний баланс елементів живлення (досягає 100 кг/га і більше);
- Переущільнення (майже на всій площі ріллі);
- Забруднення (до 20 % земель, особливо міських, приміських та індустріальних районів мають вміст елементів, що перевищує чи дорівнює МДР;
- Меліорація зрошуваних ґрунтів — підтоплено до 500 тис. га, осолонцьовано і засолено до 10 млн, осушені ґрунти — близько 800 тис. га покинутих земель (деградованих, кислих, зарослих чагарниками), кислі орні ґрунти — 4 451 тис. га, солонці й солонцеві землі — 3 986 тис. га.;
- Відсутність стратегії землекористування і охорони земель, порушення законів землеробства, екологічної рівноваги, нехтування концепцією сталого землекористування;
- Відсутність дієвих національної, галузевих і регіональних програм;
- Фетишизація форм власності на землю і нехтування технологіями раціонального використання земель (ніяка, навіть найпрогресивніша приватна форма власності не замінить технологій вирощування культур і охорони ґрунтів);
- Екстенсивність використання земель, засміченість полів, низька ефективність використання меліорованих земель (близько 6,0 млн га), луків, пасовищ, заплавних земель.
- Відсутність протягом останніх 8 років будь-яких конкретних кроків щодо:
  - виведення частини земель з обробітку, адже площа ріллі надмірна і необґрунтована ні з економічної, ні з екологічної точки зору;
  - консервація деградованих земель;
  - впровадження агролісомеліоративних заходів, гідротехнічних меліорацій, реконструкції осушувальних і зрошувальних систем, хімічних меліорацій;
  - рекультивації;
  - розширення природно-заповідних територій.
- Брак налагодженої постійно чинної інформаційної системи про стан і динаміку ґрунтів (моніторинг) навіть у зонах із кризовим станом;
- Нестача ефективних екологічних важелів у землекористуванні, недосконалість нормативно-правової бази;
- Відсутність сталого й дієвого механізму фінансування заходів із охорони земель;
- Галузевий підхід до використання земель, розпорошеність землі за різними власниками, зниження рівня керованості у землекористуванні.

## Заходи з відтворення родючості ґрунтів та їхня охорона

### Види землеробства
Екстенсивне землеробство зумовило розорювання лучних земель аж до урізу русла річки, а також схилів, на яких повинні рости ліси, чагарники і трави. В кожній районній соціоекосистемі повинно бути своє науково обґрунтоване співвідношення між полем, лісом, луками, болотами, водоймами, що дасть найвищий господарський ефект і збереже довкілля.
Не менш важливою справою є організація і дотримання польових, кормових протиерозійних та інших сівозмін. Потрібно оптимізувати розмір полів у сівозмінах, вони у нас часто завеликі. Необхідно перейти до нарізування полів, сівозмін по контурах ґрунтових відмін, а не розбивати різно-ґрунтові ділянки на правильні прямокутники для вигоди механізованого обробітку.
Для збереження фізичних властивостей ґрунтів (структури, пористості, оптимального водно-повітряного режиму) слід різко скоротити повторність обробітку, перейти на прогресивні форми обробітку і ефективні легкі машини і механізми. Обробіток ґрунту та догляд за посівами повинні бути комплексними, виконуватись повним набором якісних навісних та причіпних знарядь. Безплужний обробіток ґрунту є одною зі складових ефективного обробітку, що покликаний щадити ґрунт, дати можливість відтворюватись цінним властивостям землі. На порядку денному нульовий обробіток, тобто механічне втручання один раз на кілька років. Технологія нульового обробітку ґрунту вдосконалюється і їй без сумніву належить майбутнє.
Противагою надмірно хімізованого методу господарювання, є органічне (біологічне) землеробство, яке повністю усуває застосування отрутохімікатів і неякісних мінеральних добрив. Проте це землеробство вимагає високої культури, дотримання всіх термінів та вимог обробітку ґрунту і догляду за рослинами, застосування біологічних методів захисту рослин від шкідників та бур'янів. Воно невіддільне від добре поставленої насіннєвої справи, наявності високоврожайного і стійкого проти вірусів і грибів гібридного насіння.
У разі органічного (біологічного) землеробства, на перших порах врожаї дещо нижчі (на 10-20 %), але його продукція цінується на світовому ринку значно дорожче від вирощеної із застосуванням мінеральних добрив та отрутохімікатів, інколи навіть удвічі-тричі. Органічне землеробство засноване на застосуванні органічних добрив, перш за все гною, торфу, сапропелів.

### Ландшафтні рішення та їх роль
Для боротьби з водною ерозією на схилах у гірських районах на височинах великого значення набуває терасування. Сучасна техніка дає змогу використовувати для землеробства схили крутістю до 30 градусів (в Японії до 60 градусів).
Ліс є найдієвішим засобом захисту ґрунту від ерозії. Великі дерева з потужною кореневою системою і трав'яна рослинність, корені яких утворюють складне сплетіння, ніби захоплюють ґрунт у міцну сітку. Ліс затримує дощову і снігову воду, перешкоджаючи тим самим утворенню поверхневого стоку. На другому місці з вологозатримання є луки, які добре захищають ґрунт від ударів водних крапель і від дії сонячного проміння. Велике значення мають лісосмуги, які захищають ґрунти від водної і вітрової ерозії. Найбільша користь від таких лісосмуг — в степових посушливих районах, де вони є дієвим засобом боротьби із посухою і суховіями.
Забрудненість ґрунту отрутохімікатами значною мірою залежить від того, як їх застосовують і зберігають. Треба дуже суворо дотримуватися правил використання засобів захисту рослин, оскільки у разі невмілого використання хімічних речовин, вони із союзника землероба перетворюються у жорстокого ворога.
Важливим способом розв'язання даної проблеми, є охорона земель від шкідливого впливу промислових, комунальних та інших відходів, викидів стічних вод, наслідків бойових дій. Щороку сотні тисяч гектарів родючих земель відводяться під різні види житлового та промислового будівництва. Необхідні екстрені заходи зі збереження ріллі. Потрібно законодавчо оголосити родючі землі недоторканими, найціннішим національним багатством країни, запорукою процвітання майбутніх поколінь наших людей. Крім агротехнічних заходів збереження ґрунтів, треба широко використовувати економічні та юридичні важелі, які є особливо дієвими в умовах ринкових відносин.